# Brancaleone Doria
Brancaleone Doria (1337, Castelsardo — 1409) fue un noble sardo de la casa Doria, el marido de Leonor de Arborea.
Entre los Doria más famosos en la historia de Cerdeña está Brancaleone, hijo ilegítimo, nacido en 1337 de una relación de su padre Brancaleone, hijo de Barnabò Doria y de Leonor Fieschi, con una concubina, cierta Giacomina de origen desconocido. Bisnieto de Branca Doria, descendiente de la familia genovesa, guerrero valeroso, hombre astuto, dotado de notables capacidades políticas, obtuvo el 16 de marzo de 1357 de Pedro IV de Aragón la carta de legitimación que le confería las tierras y los castillos en la isla de Cerdeña septentrional: el señorío de Castelgenovese (la actual Castelsardo), de Monteleone y de Castillo Doria y de los lugares de Nurcara, Cabuabbas, Anglona y Bisarcio. Se alió con la familia de los Bas-Serra casándose tras la muerte de Mariano IV de Arborea en 1376 con su hija, la célebre Leonor. Ya había tenido dos hijos ilegítimos (Giannettino y Nicolò) de una mujer anónima.
Con el asesinato en 1383 de Hugo III, hijo de Mariano IV y hermano de Leonor, junto a la hija y heredera Benedetta, sucedió al trono del juzgado de Arborea el hijo Federico. Brancaleone Doria había ido a Barcelona en calidad de príncipe consorte para comenzar un intento de paz, pero tras haber resistido a una suave tentativa de corrupción (le fue atribuido el título de Conde de Monteleone, que no acaso recordaba el lugar en el cual había ganado Mariano IV), fue arrestado y conducido a prisión en Cagliari. Leonor se encontraba en el juzgado, regente de su hijo y tras la muerte de éste de joven, de su segundo hijo Mariano. El 24 de enero de 1388, tras largos intentos se firmó una paz entre Aragón y Arborea. Según los acuerdos eran restituidos a la Corona de Aragón ciudades, villas y lugares ocupados de los precedentes jueces de Arborea. Brancaleone fue liberado el 1 de enero de 1390 y devuelto definitivamente a los Arborea el año sucesivo retomada la guerra contra los aragoneses, conquistando la Cerdeña septentrional, excepto Alguer, Longosardo e Iglesiente, reconquistando todos los territorios perdidos en el pacto de 1388.
En 1407, mientras asediaba Castel di Castro, la muerte de hijo Mariano V, le forzó a la renuncia y al retiro a Castelgenovese, probablemente a causa de conflictos de sucesión, donde fue capturado y muerto por los aragoneses, antes de la batalla de Sanluri, en la primera mitad de 1409.